# Preußen – Versuch einer Bilanz

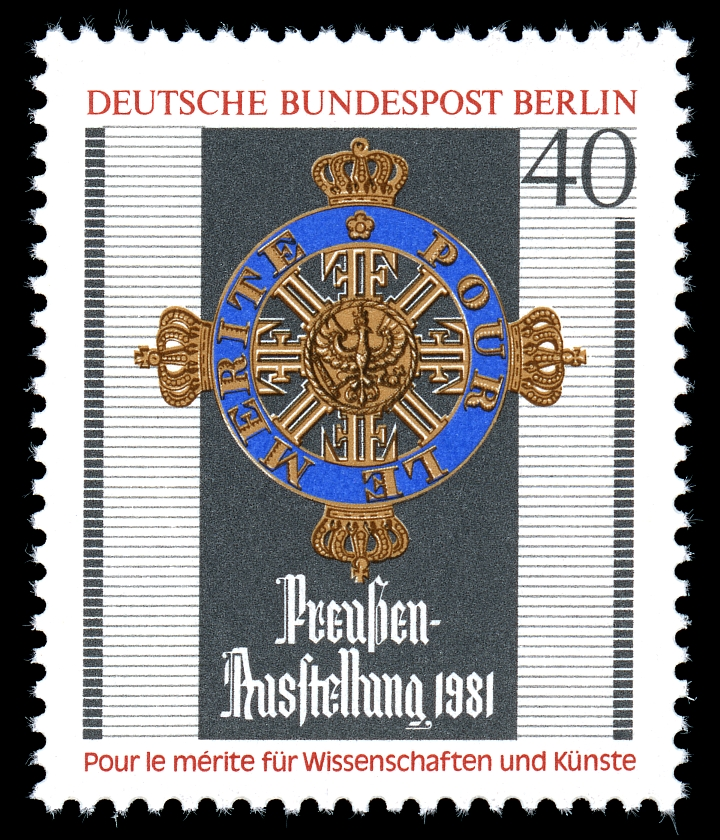
Berliner Sonderbriefmarke von 1981

Die Ausstellung Preußen – Versuch einer Bilanz wurde vom 15. August bis zum 15. November 1981 von den Berliner Festspielen im Martin-Gropius-Bau präsentiert. Sie war der Höhepunkt der sogenannten Preußen-Ausstellung 1981, die ohne den Anlass eines Jubiläums einen großen Erfolg hatte und damit einen Paradigmenwechsel in der historischen Betrachtung Preußens einleitete.

## Vorgeschichte
Nachdem im Juni 1977 der Regierende Bürgermeister von Berlin, Dietrich Stobbe, eine Preußen-Ausstellung für 1981 in Berlin angeregt hatte, wurde über das Konzept und die Ausrichtung der Ausstellung jahrelang heftig gestritten. Im Herbst 1977 griff der Verleger Wolf Jobst Siedler die Idee in einem Gespräch mit einem skeptischen Helmut Schmidt auf. Auch wurde über eine preußisch-polnische Ausstellung debattiert. Doch in Polen, das ungefähr die Hälfte des ehemaligen preußischen Staatsgebietes innehat, wollte man von einem preußischen Erbe nichts wissen. Franz Josef Strauß fürchtete ein „ideologisch gestimmtes Zerrbild“ der Ausstellung. Doch die Zeichen für eine geschichtliche Renaissance Preußens waren überdeutlich sichtbar: 1978 wurden z. B. die Statuen der Siegesallee ausgegraben und zunächst nur gesichert. 1979 stellte Sebastian Haffner ein beidseitiges historisches Defizit im Nachkriegsdeutschland fest, als er in seinem Buch Preußen ohne Legende zu dem Schluss gelangte, dass es „gewiss in den heutigen deutschen Staaten noch viele Ex-Preußen gebe, die manches an ihrem  einstigen Staat Charakteristische schmerzlich vermissen: in der Bundesrepublik die strenge preußische Ordnung und Redlichkeit, in der DDR die trockene preußische Liberalität und Gedankenfreiheit.“ 1980 wies der englische Historiker Hannsjoachim W. Koch in seiner Monographie Geschichte Preußens darauf hin, dass zwar Einigkeit darüber bestehe, dass der preußische Staat untergegangen sei, aber keineswegs darüber, welche zeitliche Dimension er einnehme.
Wann entstand Preußen?
- Deutschordensstaat
- Vertrag von Oliva
- Königskrönung Friedrichs III. von Brandenburg

Wann ging Preußen unter?
- Deutsche Reichsgründung
- Abdankung Wilhelm II.
- Kontrollratsgesetz Nr. 46

Von welchem Preußen ist dann die Rede und was ist sein Erbe?

Da über diese Fragen keine Einigung erzielt werden konnte, erlangte die Formel von Werner Knopp mit Blick auf die im Mai 1981 gelaufene Fernsehsendung: Preußen – Ein Prozeß in fünf Verhandlungen äußerte, Konsens darüber, was man nicht sein sollte: Die Ausstellung dürfe kein „Preußentempel“, aber auch kein „Gerichtssaal“ werden. Stobbe war dagegen um die gemeinsame geschichtliche Identitätsstiftung der Geschichte in Berlin bemüht:

„Welcher Teufel mich denn geritten habe, gerade in der Vier-Mächte-Stadt Berlin Preußen wieder aktuell machen zu wollen? So haben viele kritisch gefragt, als mein Vorschlag vom Juni 1977, eine Preußen-Ausstellung in Berlin veranstalten zu lassen, eine Woge von Zustimmung auslöste. War das nicht der Beifall von der falschen Seite? Hatte ich denn ein Preußen-Revival im Sinn? Ein ‚spätes Gloria‘ für den untergegangenen Staat? Oder einen ‚Griff in die Geschichte‘ nach den berühmten preußischen Tugenden? Und war ich womöglich blind gegenüber dem Befremden, das ein solcher Vorschlag anrichten konnte, im Westen wie im Osten? […] Preußen ist alles andere als tot. Gewiss, der Staat Preußen existiert nicht mehr – er begann unterzugehen, als der Nationalstaat Deutsches Reich gegründet wurde; der pervertierte Nationalismus Hitlers hat ihm endgültig den Garaus gemacht. Aber das Erbe Preußens? Zeigt nicht die unsichere und hektische Reaktion auf den Vorschlag einer historischen Ausstellung, dass es weiterwirkt? Müssen wir nicht erkennen, dass nicht nur die Spaltung Deutschlands, sondern auch ihre andauernde Unüberwindbarkeit mit dem Fortwirken der europäischen Erfahrung Preußens zusammenhängt? In Berlin sind, mehr als anderswo, die Spuren Preußens im Positiven wie im Negativen sinnlich erfahrbar.“

 Simultan zu der Entwicklung in West-Berlin und Westdeutschland begann auch das Preußenbild der DDR sich zu wandeln. Im November 1980 kam es zur Wiederaufstellung des Reiterstandbildes von Friedrich dem Großen in der Straße Unter den Linden. Die Anordnung ging von Erich Honecker aus, der bereits in einem zuvor gegebenen Interview mit Robert Maxwell Friedrich II als den „Großen“ bezeichnet. Dies war ein Novum in der DDR und ließ aufhorchen. Im selben Jahr erschien die Biographie „Friedrich II. von Preußen“ von Ingrid Mittenzwei. 

„Preußen ist Teil unserer Vergangenheit. Man braucht nur durch einige Städte der DDR zu gehen, vor allem durch Berlin und Potsdam, um dies zu sehen. Auf Schritt und Tritt kann man hier steinernen Zeugen preußischer Geschichte begegnen.“

## Ausstellung
Zunächst sollte die Ausstellung im vakanten Reichstagsgebäude stattfinden, wo bereits die Ausstellung Fragen an die deutsche Geschichte gezeigt wurde. Doch schien den Verantwortlichen die Nähe zu einem staatlichen Dienstgebäude – 1971 wurde das Viermächteabkommen über Berlin geschlossen, das den Reichstag für Sitzungen des Bundestages ausschloss – zu konfliktgeladen. Daher entschied man sich für den noch nicht gänzlich fertiggestellten Martin-Gropius-Bau, direkt hinter der Mauer nach Ostberlin, in dem vom 13. März bis 17. Mai 1981 die Ausstellung „Karl Friedrich Schinkel – Werke und Wirkungen“ zu sehen war. Der Generalsekretär und eigentliche Macher der Ausstellung war Gottfried Korff, dem der Mannheimer Professor für Neue Geschichte Manfred Schlenke in wissenschaftlichen Fragen konsultierend zur Seite stand. Der spätere Bundespräsident und seit dem 11. Juni 1981 amtierende Regierende Bürgermeister von West-Berlin Richard von Weizsäcker eröffnete am 15. August die Ausstellung „Preußen – Versuch einer Bilanz“. Mehr als 2000 Artefakte wurden in den dreißig Räumen, die noch immer den Charme eines Rohbaus hatten, gezeigt. Leihgaben kamen aus Österreich, der Schweiz, Frankreich, den Niederlanden und England. Vierzig Prozent der Ausstellungsstücke wurden aus West-Berliner Archiven und Museen oder aus Privatbesitz zusammengetragen, wie etwa die Preußischen Kronjuwelen aus dem Schloss Charlottenburg. Die Preußen-Ausstellung, die besonders viele Besucher von außerhalb der Inselstadt anlockte, entwickelte sich mit etwa 450.000 Besuchern zu einem unerwarteten riesigen Erfolg, der praktisch in seiner gesamten Dauer Berlin vereinnahmte und davor, währenddessen und danach zahlreiche begleitende und ergänzende Veranstaltungen initiierte. Das Kaiserpanorama, der Moses-Mendelssohn-Pfad und das Kaiserdenkmal mit Sockel zählten zu den Publikumsmagneten. Dabei sollte gezeigt werden, dass Preußen „an vielen Entwicklungen in der Geschichte der Deutschen seinen fördernden und hemmenden Anteil“ hatte. Vor allem wurden die geschichtlichen Stereotype der Nachkriegszeit vom militaristischen Untertanengeist kritisch hinterfragt und es begann eine öffentliche Auseinandersetzung mit der Rolle Preußens in der deutschen Geschichte.

## Folgen
Im Rückblick ist man darüber einig, dass diese Ausstellung einen Wendepunkt in der historischen Rezeption des preußischen Staates in beiden deutschen Staaten als Fixpunkt einer deutschen Identitätsbildung einleitete und damit die Wiedervereinigung beflügelte. In der Folge erschienen in beiden Staaten zahlreiche Publikationen, Filme und Ausstellungen, die die Bewertung des Staates Preußen – nach eigenem Standpunkt – neu zu bestimmen versuchten, z. B.:

### West
- Lothar Gall: Bismarck. Der weiße Revolutionär. Monographie. West-Berlin 1980.
- Preußen – Ein Prozeß in fünf Verhandlungen. Fernsehfilm, ZDF. Mai 1981. In fünf Folgen wird die Geschichte Preußens vor einem fiktiven TV-Gericht verhandelt.
- Preußen – Versuch einer Bilanz. ZDF, Berliner Diskussionsveranstaltung „Wem ‚gehört‘ das Erbe Preußens?“ vom 17. September 1981 mit Klaus von Bismarck, Günter Graß, Wolf Jobst Siedler und Dieter Sauberzweig, dem ehemaligen Senator für Kultur in Berlin.
- Von Pommern nach Berlin, Ausstellung der Landsmannschaft Pommern im Rathaus Charlottenburg vom 7. November – 6. Dezember 1982
- Manfred Schlenke: Preussen: eine historische Bilanz in Daten und Deutungen. Freiburg 1983.
- Ausstellung des Geheimen Staatsarchivs Preußischer Kulturbesitz anlässlich des 200. Todestages König Friedrichs II. West-Berlin 1986.
- Bismarck. Fernsehfilm, Westdeutschland 1990.

### Ost
- Ingrid Mittenzwei: Friedrich II. von Preußen. Eine Biographie. VEB Deutscher Verlag der Wissenschaften, Berlin 1980.
- Zwei Freunde in Preußen: DDR 1981.
- Sachsens Glanz und Preußens Gloria. Fernsehfilm, DDR 1983–1987.
- Ernst Engelberg Monographie: Bismarck. Urpreuße und Reichsgründer. Ost-Berlin 1985.
- Ausstellung „Friedrich II. und die Kunst“ anlässlich des 200. Todestages König Friedrichs II. im Neuen Palais in Potsdam 1986
- Bebel und Bismarck. Fernsehfilm, DDR 1987.

### Weitere Folgen
- Eine Folge davon war, dass der damalige Regierende Bürgermeister von West-Berlin, Richard von Weizsäcker, vier prominente Historiker – Hartmut Boockmann, Eberhard Jäckel, Hagen Schulze und Michael Stürmer – mit der Erarbeitung einer Denkschrift, die im Januar 1982 unter dem Titel Deutsches Historisches Museum in Berlin vorlag, beauftragte. Diese Entwicklung führte zum Deutschen Historischen Museum.